# Mario Sartorio
Mario Sartorio (Casale Monferrato, 18 settembre 1896 – Casale Monferrato, 10 marzo 1934) è stato un calciatore italiano, di ruolo centrocampista o attaccante.

## Caratteristiche tecniche
Impiegato a inizio carriera come centravanti, ha successivamente modificato la propria posizione giocando come mezzala o come centromediano.

## Carriera
Milita nel Casale tra il 1919 e il 1924, con l'eccezione di una stagione nel Piacenza: nella formazione emiliana totalizza 7 presenze e 4 reti nel campionato di Prima Categoria 1920-1921. Rientrato a Casale, disputa 60 gare complessive tra il 1922 e il 1926, sempre in Prima Divisione.